# Ringicula nitida
Ringicula nitida är en snäckart som beskrevs av Addison Emery Verrill 1873. Ringicula nitida ingår i släktet Ringicula och familjen Ringiculidae. Inga underarter finns listade i Catalogue of Life.